# Christie’s

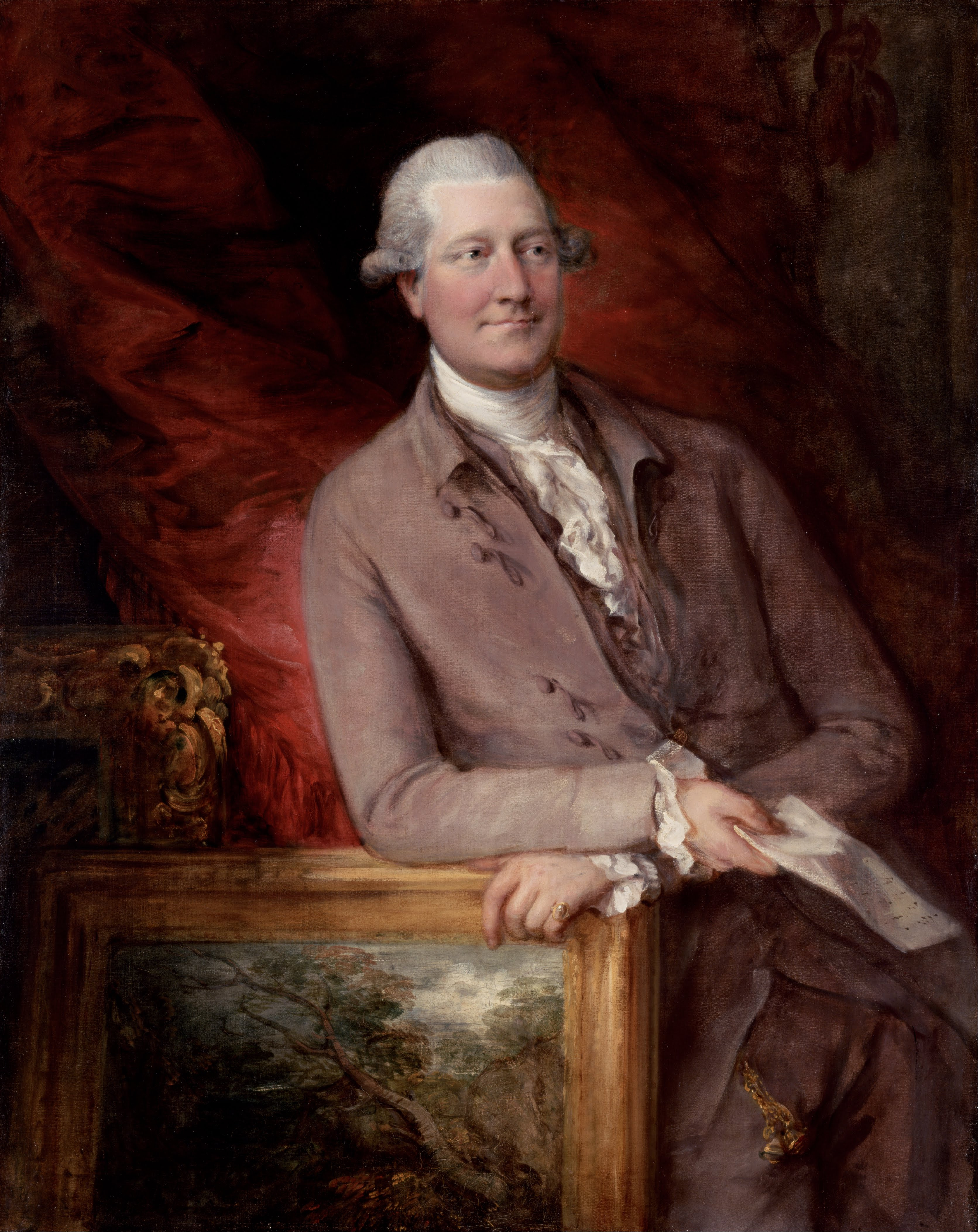
A cégalapító, James Christie portréja (Thomas Gainsborough, 1778)

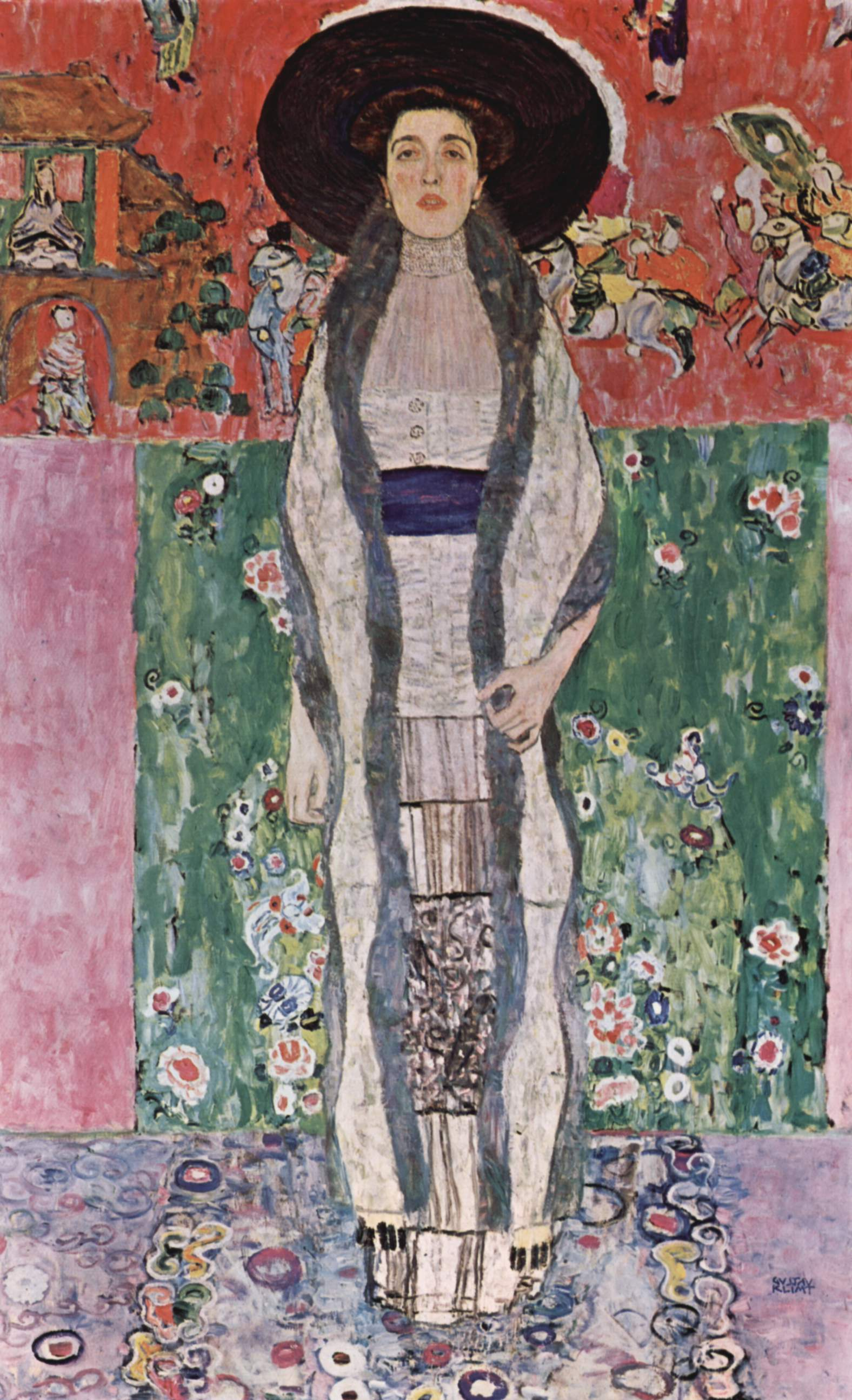
Az Adele Bloch-Bauer II, Gustav Klimt 1912-es képe, elárverezve 87,9 millió amerikai dollárért

A Christie’s az egyik legrégebbi aukciósház, székhelye Londonban van, és világelső a művészeti és régiségpiacon. 2021-ben 7,1 milliárd amerikai dolláros árbevételről számolt be.

## Története
Az alapító, James Christie 1766. december 5-én bonyolította le az első árverést. Az arisztokráciának és a királyi családnak dolgozott. A 18. és a 19. században az aukciósház kapcsolatban állt többek között Nagy Katalin cárnővel, akinek eladta Robert Walpole festményeit, amely fontos hozzájárulást jelentett a szentpétervári Ermitázs gyűjteményéhez.
Ma a Christie’s világszerte működik, éves árbevétele 7,1 milliárd dollár (2021). A fő aukciós helyszínek: London, New York, Párizs és Hongkong.
A Christie’s az utóbbi időben eladta Pablo Picasso, Rembrandt, Leonardo da Vinci, Vincent van Gogh és I. Napóleon francia császár alulértékelt műveit és személyes tárgyait.
A Christie’snek a francia milliárdos François Pinault holding cége, a Groupe Artémis a tulajdonosa, a cégcsoporthoz számos luxuscikk és márka kapcsolható, mint a Gucci, Puma, Ponant, Château Latour. 2008-ban a Christie's eladásáról spekuláltak Pinault részesedéseinek csökkenése miatt. A Times 2008. december végi cikke szerint több befektetői csoport is érdeklődött a megvásárlása iránt. 2009-ben a vállalat 1900 embert foglalkoztatott világszerte.
2006 decemberétől 2016 végéig David Armstrong-Jones volt a cég elnöke.
2017. január 1-jén Guillaume Cerutti lett a Christie’s vezérigazgatója Patricia Barbizet és a Pinault család ajánlására. Pinault úr vette át az igazgatóság elnöki tisztét, Barbizet asszonyt pedig elnökhelyettesnek nevezték ki. A francia Patricia Barbizet-t 2014-ben nevezték ki a cég vezérigazgatójává, így ő lett a Christie’s első női vezérigazgatója.
Az OpenSea-vel való együttműködéssel a Christie’s 2021 novemberében a digitális művészet értékesítésébe is beszállt az NFT-n keresztül.
A Christie’s évente mintegy 350 árverést kínál, több mint 80 kategóriában, beleértve a képző- és iparművészet minden területét, ékszereket, fotókat, gyűjteményeket, bort és még sok minden mást. A Christie’s hosszú és sikeres múltra tekint vissza az ügyfelek magáneladásainak menedzselésében minden kategóriában, különös tekintettel a második világháború utáni és kortárs művészetre, az impresszionista és modern művészetre, a régi mesterekre és az ékszerekre.
Világszerte 54 irodája van 32 országban, valamint 12 bemutatóterme, köztük Londonban, New Yorkban, Párizsban, Genfben, Milánóban, Amszterdamban, Dubajban, Zürichben, Hongkongban, Sanghajban és Mumbaiban. A közelmúltban a Christie’s olyan feltörekvő piacokon is megjelent, mint Oroszország, Kína, India és az Egyesült Arab Emírségek, sikeres értékesítésekkel és kiállításokkal Pekingben, Mumbaiban és Dubajban.

## Rekordárverések
- 1989-ben a J. Paul Getty Múzeum 35,2 millió dollárért vásárolta meg Jacopo da Pontormo Egy alabárdos portréját.[9] A képet sokáig egy régi mester legkelendőbb festményének tartották, egészen 2002 júliusáig, amikor Rubens Az ártatlanok mészárlása c. festménye körülbelül 76,7 millió dollárért került árverésre.
- 2005-ben Richard Prince Cím nélküli (Cowboy) fotója rekordáron, több mint egymillió dollárért kelt el a Christie’s New Yorkban, így ez a valaha volt legmagasabb ár egyetlen fényképért.
- 2006-ban egy, a Csing-dinasztia korából származó porcelántálat adtak el a hongkongi Christie’sben 22,24 millió dollárért.
- Szintén 2006-ban egy Stradivarius-hegedűt adtak el 3,544 millió dollárért Christie’s-árverésen, ami akkoriban a legmagasabb ár volt egy hangszerért.
- 2006. november 8-án Gustav Klimt négy festménye New Yorkban 192 millió dollárért kelt el árverésén. Az Adele Bloch-Bauer II festmény 87,936 millió dollárét kelt el, így ez az ötödik legmagasabb ár, amelyet valaha egy festményért fizettek. Az Apfelbaum I festmény 40,336 milliót ért el, a Buchenwald/Birkenwald 33,056 milliót, a Házak Unterach am Attersee-ben 31,376 milliót. A vásárlók névtelenek maradtak.
- Claude Monet Le Bassin Aux Nymphéas című tavirózsa festményét 2008-ban 80,4 millió dollárért  bocsátották árverésre, ami a legmagasabb ár, amit Monet művéért valaha fizettek.
- Pablo Picasso Meztelen zöld levelek és mellkép című olajfestményét egy ismeretlen licitálónak a New York-i Christie’s telefonos licit útján 106,5 millióért értékesítette 2010. május 4-én.
- A Dr. No-bikinit a „James Bond” Dr. No című epizódjából 2001-ben aukción egy gyűjtőnek adták el több mint 40 000 font sterlingért.
- A 17. századból származó perzsa vázaszőnyeg a világ legdrágább szőnyege volt, amelyet 2010 áprilisában 7,2 millió eurónak megfelelő áron árvereztek el egy arab érdeklődőnek. A Georg Rehm augsburgi aukciósház korábban mindössze 900 euróért katalogizálta a szőnyeget.
- 2015. május 11-én Pablo Picasso Les femmes d'Alger ("O" verzió) című „művét” 179,3 millió dollárért adták el, ami a valaha volt legdrágább műalkotás lett a Christie’s New York-i aukcióján.
- Ugyanezen év novemberében Amedeo Modigliani (1917–1918) Nu Couchéját (Fekvő női akt) 170,4 millió euróért adták el a New York-i Christie’sben. Így a harmadik legdrágább árverésen eladott műalkotás lett.[10]
- 2017. november 15-én egy névtelen telefonos licitáló 400 millió euróért megvásárolta Leonardo da Vinci Salvator mundi című festményét. Ez az aukción valaha eladott legdrágább műalkotás. Utoljára Dmitrij Ribolovlev orosz milliárdos tulajdonában volt. Eredetileg a Christie’s 100 millió dollár körüli árra számított.
- 2018. november 15-én David Hockney Egy művész portréja (Pool with Two Figures) című festményét 90 312 500 dollárért adták el egy ismeretlen licitálónak a New York-i fiókban.[11] Az eladás idején a festmény számított a legdrágább műalkotásnak, melyet egy művésznek még életében valaha is elárvereztek.[12]
- 2020-ban egy jól megőrzött Tyrannosaurus-Rex-csontváz rekordáron, 31,8 millió dollárért kelt el New Yorkban.[13]

## Fordítás
- Ez a szócikk részben vagy egészben  a   Christie’s című német Wikipédia-szócikk ezen változatának fordításán alapul.  Az eredeti cikk szerkesztőit annak laptörténete sorolja fel. Ez a jelzés csupán a megfogalmazás eredetét és a szerzői jogokat jelzi, nem szolgál a cikkben szereplő információk forrásmegjelöléseként.